# Taxusbos van Paterzell
Het Taxusbos van Paterzell (Duits: Paterzeller Eibenwald) is een circa 87 ha groot bos met meer dan 2.000 grotendeels zeer oude taxusbomen. Het is een van de grootste aaneengesloten bestanden van de Europese taxusboom (Taxus baccata) in Duitsland. Het ligt ten noorden van Paterzell op het gebied van de gemeente Wessobrunn, circa 10 km westelijk van de plaats Weilheim in Oberbayern.

## Geologie
Het bos ligt tussen de hoge morenenrug van Wessobrunn en de grindvlakte van Raisting met de Zellsee. Het grind werd aan het einde van de laatste ijstijd afgezet door een gletsjerbeek die van Peißenberg naar het bekken van de Ammersee stroomde. Toen er aan de voet van de morenenrug, kalkhoudend water uit de grond opwelde ontstond hier in de afgelopen 10.000 jaar een holocene kalktufafzetting. Deze kalktuf (travertijn) vormt metersdikke lagen waarover alleen een dunne bodemlaag (rendzina) kon ontstaan. Op dergelijke gronden groeit taxus beter dan de meeste andere boomsoorten en ondervindt hier minder concurretie van beuken dan op andere locaties. De geologische bijzonderheid is een van de redenen waarom er zo veel taxusbomen in dit bos bewaard zijn gebleven.

## Geschiedenis
Het taxusbos was tot de secularisatie in 1803 eigendom van Klooster Wessobrunn. Blijkbaar werd het minder gebruikt als weiland voor vee omdat de bosbodem relatief moerassig was, het bos vanwege het gebrek aan beuken minder voer (beukennootjes) bood en omdat taxusbomen giftig zijn voor vee. Om de laatstgenoemde reden werden taxusbomen zelfs vaak opzettelijk door herders en boeren uitgeroeid.
Het taxushout in het bos werd echter wel voor andere doeleinden gebruikt. Van het harde en tegelijkertijd elastische hout werd bijvoorbeeld het taxushouten plafond van de theaterzaal in het klooster van Wessobrunn gemaakt, dat in 1810 is overgebracht naar de nabijgelegen herberg Zur Post. De zich daarin bevindende plafondreliefs worden toegeschreven aan pater Josef Zäch.
De eenmaligheid van de taxuspopulatie in Paterzell werd in 1907 opgemerkt door de arts Friedrich (Fritz) Kollmann (1871–1957) uit Weilheim. Tijdens een van zijn uitstapjes in de natuur, merkte de botanisch geïnteresseerde arts dat er een ongewoon groot aantal taxusbomen in het bosgebied bij Paterzell stond. Na een uitgebreide inventarisatie, metingen, kartering en fotografische documentatie beschreef Kollmann de eigenaardigheden van de taxuspopulatie in Paterzell in een reeks wetenschappelijke publicaties.
Kollmann zette zich daarna in voor de bescherming van het taxusbos. Bij de koninklijke Beierse autoriteiten voor bosbeheer stuitte hij echter op dovemansoren. Verzoeken van de Beierse Botanische Vereniging, waartoe Kollmann behoorde, werden door deze autoriteiten afgewezen of niet beantwoord. Kollmanns inspanningen waren pas succesvol toen ook de natuurlievende koningin Marie Therese, de vrouw van Lodewijk III van Beieren, zich persoonlijk voor het taxusbos inzette. Dankzij haar voorspraak kon het taxusbos van Paterzell uiteindelijk vanaf 1913 onder speciale bescherming worden geplaatst door het tot staatsnatuurmonument te verklaren. Met dit besluit kon worden bereikt dat er geen taxusbomen meer mochten worden gekapt en dat het karakter van het bos sindsdien vrijwel ongewijzigd behouden kon worden. In 1939 werd het natuurmonument in een beschermd natuurgebied veranderd en later onder de Duitse Wet natuurbescherming (Bundesnaturschutzgesetz) geplaatst.
In 1995 legde de toenmalig verantwoordelijke boswachterij in Weilheim een educatief pad door het taxusbos aan. Het pad is voorzien van informatieborden en leidt langs prominente plaatsen in dit bos. Aan het begin van het pad bevindt zich een folderkast met folders.

## Afbeeldingen

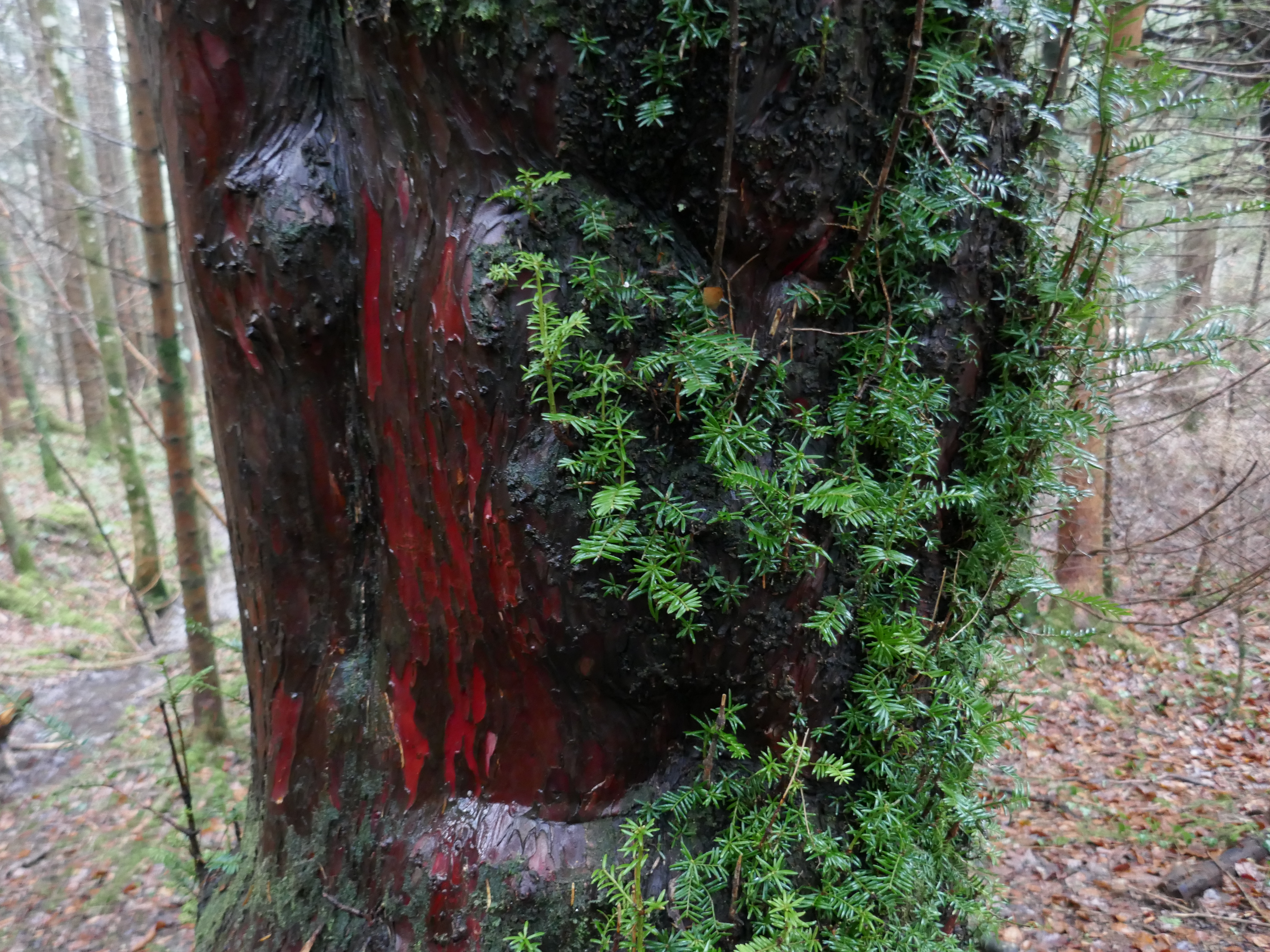
Boomstam bedekt met fijne adventieve takjes
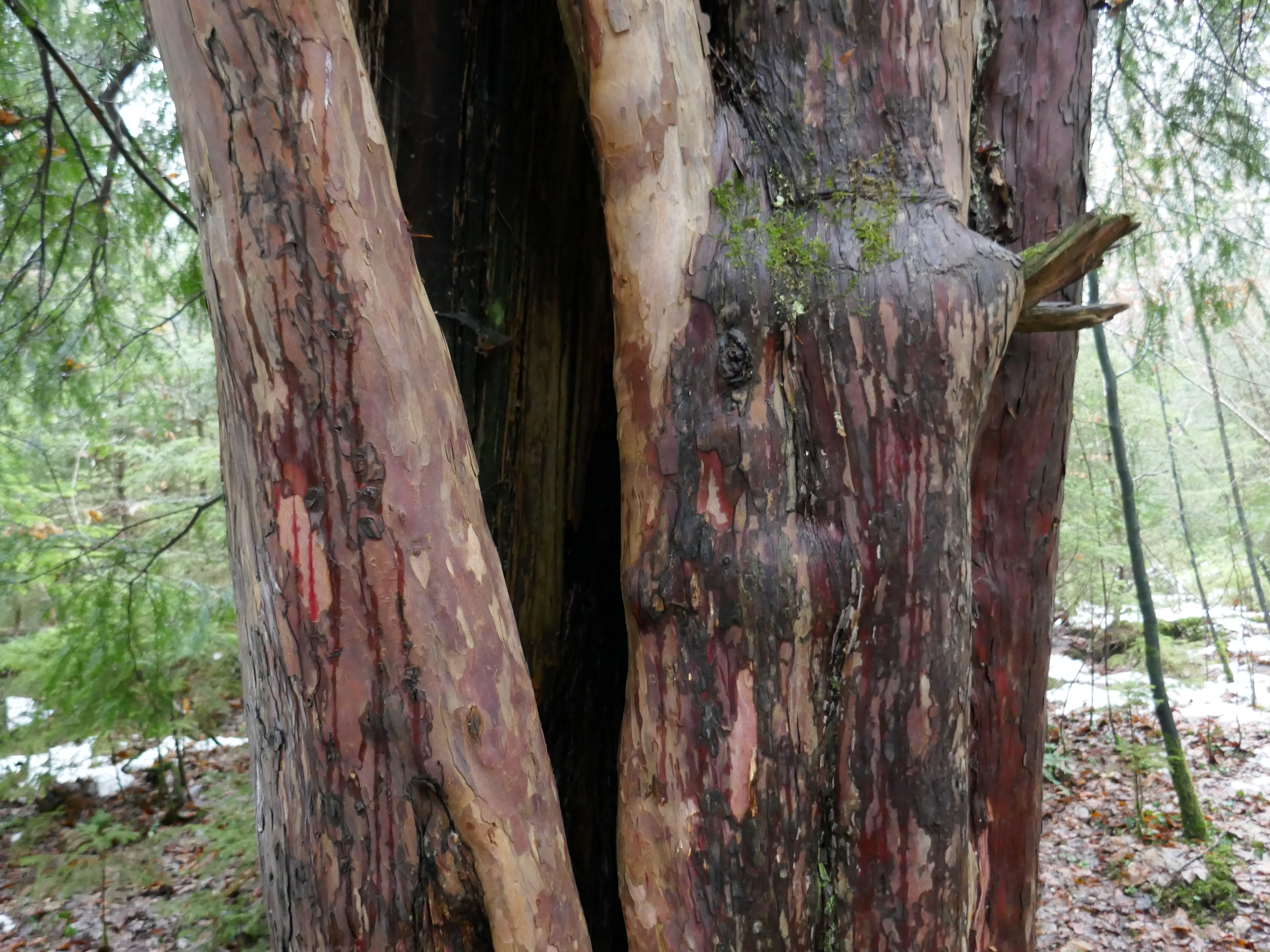
Holle boomstam
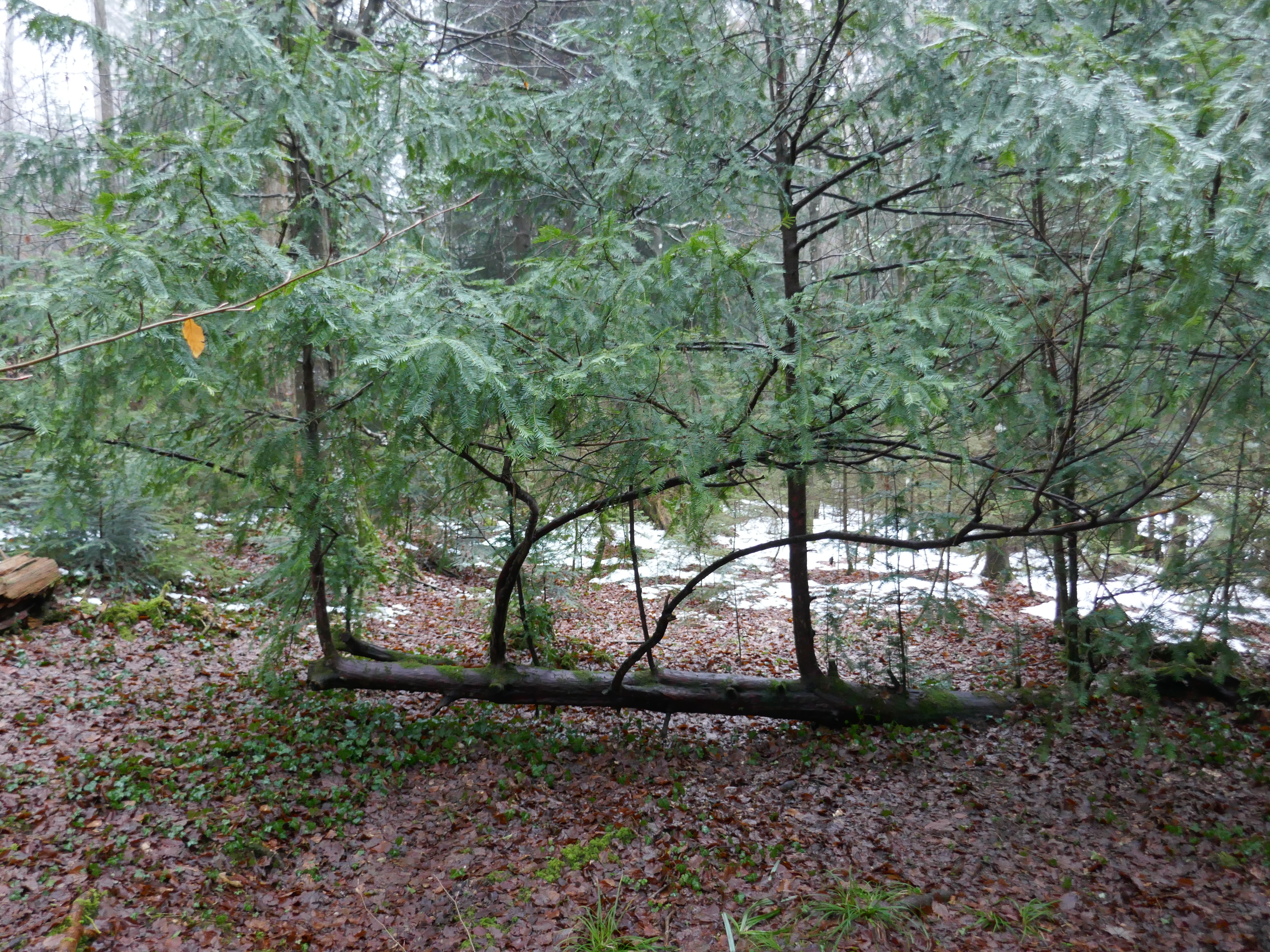
Omgevallen boom met nieuwe, verticale uitlopers